# Alles overwinnen
Alles overwinnen is een Nederlandstalig nummer van het Volendamse duo Nick & Simon uit 2012. Het is de tweede single van hun vijfde studioalbum Sterker. Op 30 juli 2012 werd het nummer als muziekdownload beschikbaar en vanaf 10 augustus 2012 kwam er ook een cd-single van het nummer uit. Op 11 augustus 2012 kwam de single op nummer 1 binnen in de Nederlandse Single Top 100. Het werd hun negende nummer 1-hit in deze lijst. In de Nederlandse Top 40 kwam de single niet verder dan een 22ste positie. In de Ultratiplijst van de Vlaamse Ultratop 50 kwam het nummer tot een vijftigste plaats.
Bij The Passion 2019 werd dit nummer gebruikt als openingsnummer.

## Hitnoteringen

### Nederlandse Top 40
| Hitnotering: 18-08-2012 t/m 15-09-2012 | Hitnotering: 18-08-2012 t/m 15-09-2012 | Hitnotering: 18-08-2012 t/m 15-09-2012 | Hitnotering: 18-08-2012 t/m 15-09-2012 | Hitnotering: 18-08-2012 t/m 15-09-2012 | Hitnotering: 18-08-2012 t/m 15-09-2012 | Hitnotering: 18-08-2012 t/m 15-09-2012 |
| Week:                                  | 1                                      | 2                                      | 3                                      | 4                                      | 5                                      |                                        |
| -------------------------------------- | -------------------------------------- | -------------------------------------- | -------------------------------------- | -------------------------------------- | -------------------------------------- | -------------------------------------- |
| Positie:                               | 22                                     | 22                                     | 30                                     | 35                                     | 34                                     | uit                                    |

### NederlandseSingle Top 100
| Hitnotering: 11-08-2012 t/m 13-10-2012 | Hitnotering: 11-08-2012 t/m 13-10-2012 | Hitnotering: 11-08-2012 t/m 13-10-2012 | Hitnotering: 11-08-2012 t/m 13-10-2012 | Hitnotering: 11-08-2012 t/m 13-10-2012 | Hitnotering: 11-08-2012 t/m 13-10-2012 | Hitnotering: 11-08-2012 t/m 13-10-2012 | Hitnotering: 11-08-2012 t/m 13-10-2012 | Hitnotering: 11-08-2012 t/m 13-10-2012 | Hitnotering: 11-08-2012 t/m 13-10-2012 | Hitnotering: 11-08-2012 t/m 13-10-2012 | Hitnotering: 11-08-2012 t/m 13-10-2012 |
| Week:                                  | 1                                      | 2                                      | 3                                      | 4                                      | 5                                      | 6                                      | 7                                      | 8                                      | 9                                      | 10                                     |                                        |
| -------------------------------------- | -------------------------------------- | -------------------------------------- | -------------------------------------- | -------------------------------------- | -------------------------------------- | -------------------------------------- | -------------------------------------- | -------------------------------------- | -------------------------------------- | -------------------------------------- | -------------------------------------- |
| Positie:                               | 1                                      | 1                                      | 7                                      | 9                                      | 71                                     | 84                                     | 95                                     | 50                                     | 59                                     | 96                                     | uit                                    |